# 110–120 St Vincent Street

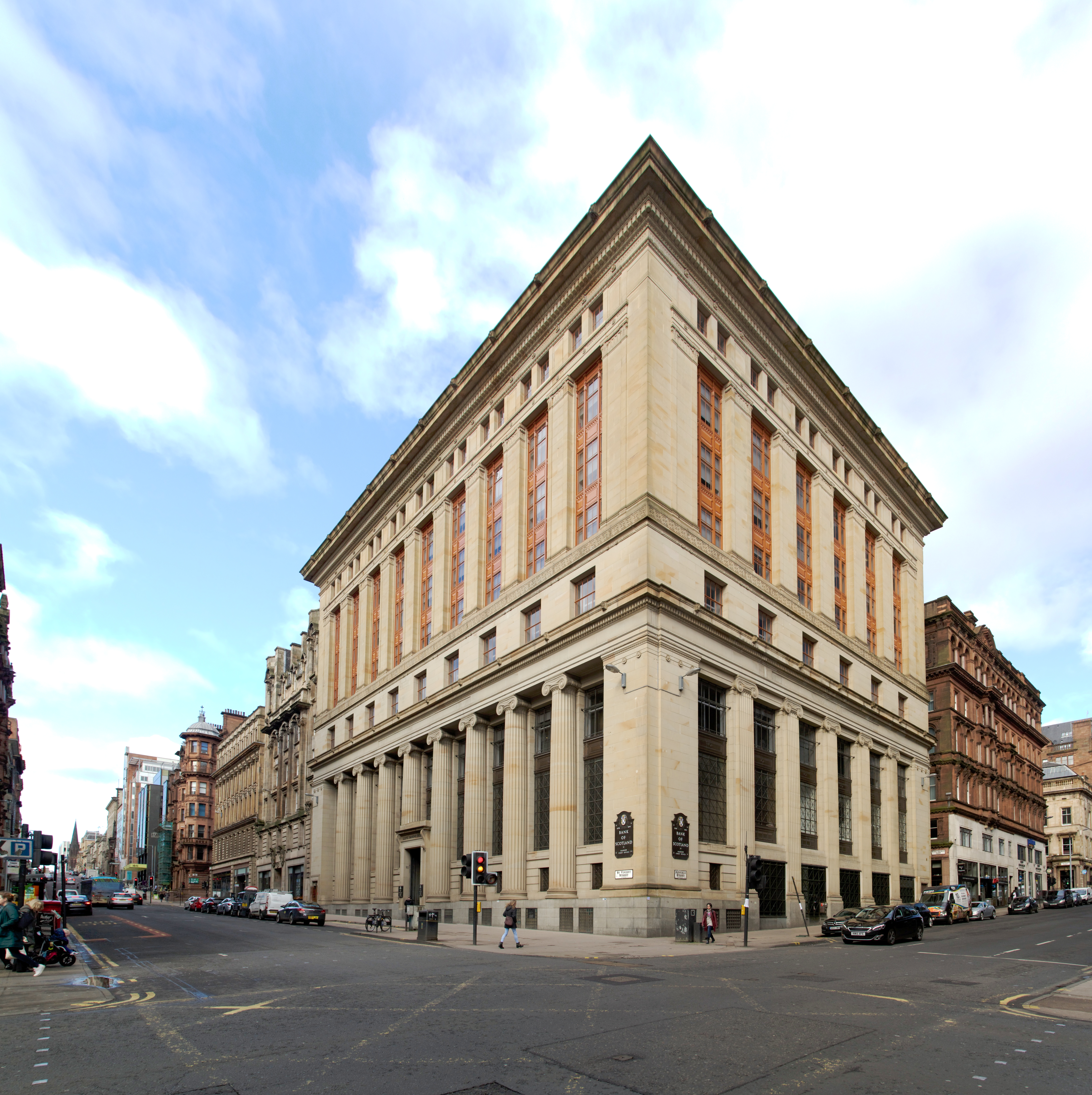
110–120 St Vincent Street

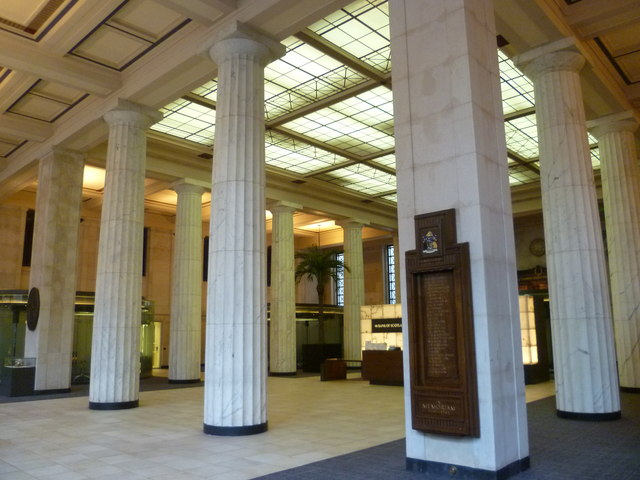
Ehemalige Schalterhalle

Unter der Adresse 110–120 St Vincent Street in der schottischen Stadt Glasgow befindet sich ein Geschäftsgebäude. 1970 wurde das Bauwerk in die schottischen Denkmallisten zunächst in der Denkmalkategorie B aufgenommen. Die Hochstufung in die höchste Denkmalkategorie A erfolgte 1988.

## Geschichte
Das Hauptsitz der Union Bank of Scotland (heute Teil der Royal Bank of Scotland) befand sich zuvor im späteren Lanarkshire House an der Ingram Street. 1924 entschied die Bank die Errichtung eines neuen Hauptsitzes. Die Ausschreibung gewann der Entwurf des schottischen Architekten James Miller, der bis 1927 umgesetzt worden war. Ein Denkmal für die Gefallenen des Ersten Weltkriegs, das Thomas Callender Campbell Mackie 1919 gestaltet hatte, wurde nach Abschluss der Arbeiten an den neuen Standort versetzt.

## Beschreibung
Das Gebäude steht an der Kreuzung zwischen St Vincent Street und Renfield Street im Zentrum Glasgows. Inspiriert von einem Geschäftshaus in Chicago ist das achtstöckige Gebäude neoklassizistisch ausgestaltet. Die Fassade entlang der St Vincent Street ist neun Achsen weit; entlang der Renfield Street sind es fünf Achsen. Erstere ist mit kolossalen ionischen Säulen gestaltet, während entlang der Renfield Street ionische Pilaster die Fassade gliedern. Oberhalb der hohen Fenster des ersten Obergeschosses mit ihren filigranen Metallrahmen verläuft ein metallener Fries. Unterhalb des dritten Obergeschosses verläuft ein Fenstergesims mit Zahnschnitt. Ein detailreich ornamentierter Fries verläuft darüber. Entlang der oberen Stockwerke verlaufen schlichtere Pilaster. Die Fassaden schließen mit Fries und Zahnschnitt unterhalb des Kranzgesimses.